# 亚当·派因
亚当·派因（英語：Adam Pine，1976年2月28日—），澳大利亚男子游泳运动员。他曾代表澳大利亚参加2000年、2004年和2008年夏季奥林匹克运动会游泳比赛，获得一枚金牌和二枚银牌。